# Radijum-223 hlorid
Radijum-223 hlorid je izotop radijuma sa 11,4-dana dugim poluživotom, u kontrastu sa uobičajenim izotopom radijum-226, čiji poluživot je 1601 godina. Glavna primena radijuma-223 je kao radiofarmaceutik za tretiranje metastatičkih kancera kostiju. Ovaj oblik primene se bazira na njegovoj hemijskoj sličnosti sa kalcijumom, i kratkim opsegom njegove alfa radijacije.

## Literatura
- Hardman JG, Limbird LE, Gilman AG (2001). Goodman & Gilman's The Pharmacological Basis of Therapeutics (10. изд.). New York: McGraw-Hill. ISBN 0071354697. doi:10.1036/0071422803.
- Thomas L. Lemke; David A. Williams, ур. (2007). Foye's Principles of Medicinal Chemistry (6. изд.). Baltimore: Lippincott Willams & Wilkins. ISBN 0781768799.